# Фресно-де-Роділья
Фресно-де-Роділья (ісп. Fresno de Rodilla) — муніципалітет в Іспанії, у складі автономної спільноти Кастилія-і-Леон, у провінції Бургос. Населення — 48 осіб (2010).
Муніципалітет розташований на відстані близько 220 км на північ від Мадрида, 18 км на північний схід від Бургоса.

## Демографія
Динаміка населення (INE ):